# Собор Успения Пресвятой Девы Марии (Орадя)
Собор Успения Пресвятой Девы Марии (рум. Catedrala Adormirea Maicii Domnului) — католический собор в городе Орадя, Румыния. Кафедральный собор епархии Оради. Памятник архитектуры, выстроен в XVIII веке в стиле барокко.
В 1077 году по воле короля Ласло I город Варад (совр. Орадя) стал центром епархии. В конце XVI века Реформация добилась больших успехов в Трансильвании, регион стал протестантским. Последний католический священник покинул Варад в 1606 году. Епархия де-факто перестала существовать, пришедший в запустение собор был снесён в 1618 году. В 1660—1692 годах Варад был под властью Османской империи. После освобождения от турок началось постепенное возрождение католической епархии и, в целом, католической религии в регионе, интенсивно поддерживаемое Габсбургами.
В 1750 году известный австрийский архитектор Франц Антон Хиллебрант создал проект здания нового кафедрального собора, однако работы стартовали в 1752 году под руководством итальянского архитектора Джованни Батиста Рикко, который переработал проект в стиле итальянского барокко. В 1759 году после того, как кафедру Варада занял епископ Адам Патачич, он вновь доверил продолжение строительства Хиллебранту. В итоге архитектурный стиль собора получился более похожим на позднее австрийское барокко, чем на итальянское. Освящение храма состоялось 25 июня 1780 года.
После первой мировой войны Варад перешёл к Румынии и стал именоваться Орадя. Епархия была в связи с этим выведена из под венгерской церковной юрисдикции. В 1930 году после того, как архиепархия Бухареста получила статус митрополии, диоцез Оради был переподчинён ей.
В 1991 году собору Успения был присвоен почётный титул малой базилики.
Основной неф здания имеет длину 70 м и ширину 30 — 40 м, стены покрыты мрамором из итальянской Каррары и румынского Вашкеу. Перед собором находится статуя короля Ласло Святого. Главный алтарь сделан из каррарского мрамора, алтарный образ «Вознесение Богородицы» написан в 1778 году австрийским художником Винцентом Фишером.